# Arsène Né
Arsène Né (ur. 4 stycznia 1981 w Abidżanie) – piłkarz z Wybrzeża Kości Słoniowej, grający na pozycji obrońcy.

## Kariera piłkarska

### Kariera klubowa
Karierę piłkarską rozpoczął w miejscowym ASEC Mimosas. W 2001 wyjechał za granicę, gdzie został piłkarzem belgijskiego KSK Beveren. Na początku 2004 zaproszony do ukraińskiego Metałurha Donieck. W sezonie 2007/08 został wypożyczony do Beerschot A.C., ale występował tylko w drugiej drużynie. Po wygaśnięciu kontraktu z Metałurhiem w 2008 powrócił do Belgii, gdzie podpisał kontrakt z KAS Eupen. Latem 2010 przeszedł do KSC Hasselt.

## Sukcesy i odznaczenia

### Sukcesy klubowe
- brązowy medalista Mistrzostw Ukrainy: 2004, 2005